# محمدصادق اسحاقی گرجی

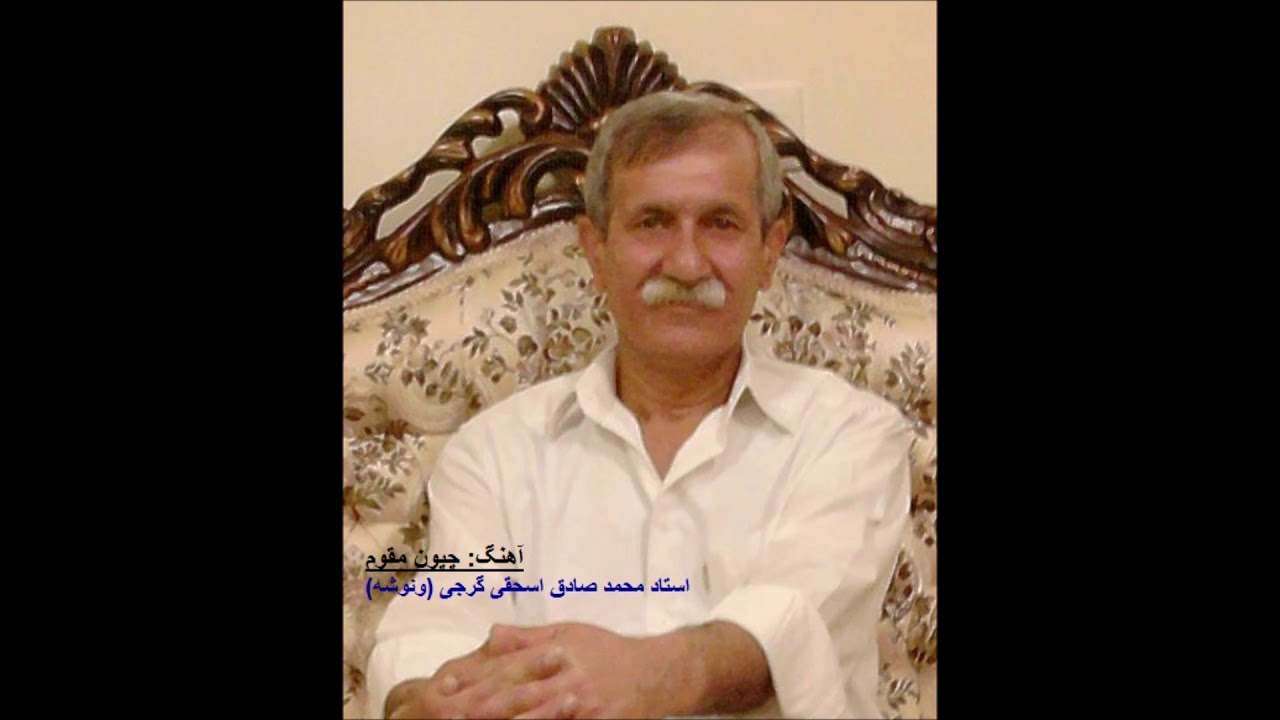
استاد محمد صادق اسحقی گرجی

محمد صادق اسحاقی گرجی، (زادهٔ ۱۳۳۸ گرجی‌محله – درگذشتهٔ ۱۳۹۶ گرجی‌محله) معروف به «ونوشه» (بنفشه)، آهنگساز، شاعر، موسیقی‌دان، نویسنده، و پژوهشگر موسیقی فولکلوریک مازندران، و نوازندهٔ دف و تمبک بود.
او از موسیقی‌دانان و پژوهشگران موسیقی فولکوریک بود که از خود کتاب و مقالاتی در مورد زمینه‌های پیدایش نغمه‌ها، سازها، و مقام‌های مازندرانی به جای گذاشته‌است.
او  عضو پیوسته خانه موسیقی ایران بود.

## آهنگ ها
آهنگ های ماندگار پنبه کاری (تلاونگ سحر)، گندم سما (رقص گندم) و چپون مقوم را توسط سازمان سروش و صدا و سیمای مازندران منتشر کرد.

## کتاب
- نگاهی جامعه شناختی به موسیقی مازندران، توسط انتشارات نیکا - مازندران در سال ۱۳۹۳ به چاپ رسیده‌است. کتاب در ۱۳ گفتار به بررسی جامعه شناختی موسیقی در فرهنگ عامیانه مردم مازندران پرداخته‌است.[۳][۴]

## نت نویسی و آموزش موسیقی
وی همچنین سالیان درازی آموزش دف و تمبک و دوسرتوکن مازندرانی و نت نویسی برای این سازها را در کارنامه خود دارد و کتابهای نت متعددی برای نوآموزان این سازها تهیه کرده است که امید است در سالهای آینده چاپ شوند. نت نویسی برای دوسرتوکن یکی از ابداعات نت نویسی برای این ساز محلی میباشد که از علامات نوینی برای تدریس آسان آن استفاده شده است

## درگذشت
محمد صادق اسحاقی گرجی، صبح روز سه‌شنبه ۱۵ اسفند ۱۳۹۶ پس از تحمل دوره ی کوتاهی بیماری، در روستای زادگاهش، گرجی محله، درگذشت.